# 뉴 래디컬스
뉴 래디컬스(New Radicals)는 미국의 록 밴드이다.

## 디스코그래피
- Maybe You've Been Brainwashed Too (1998)